# Stickstoffhypoxie
Die Stickstoff-hypoxie als Unterform einer Inertgas-Asphyxie ist eine Form des Erstickens, die auftritt, wenn Stickstoff die Sauerstoff-Konzentration in der Atem-Luft verringert. In diesem Zustand ist der Sauerstoffgehalt der Atemluft zu niedrig, um die lebensnotwendigen Körperfunktionen aufrechtzuerhalten. Die Stickstoffhypoxie basiert nicht auf einer direkten Giftigkeit (Toxizität) des Stickstoffs, sondern auf einer Verdrängung des Sauerstoffs.

## Mechanismus der Stickstoffhypoxie
Der Mechanismus hinter der Stickstoffhypoxie basiert auf der Tatsache, dass Stickstoff ein inertes Gas ist. Das heißt, es reagiert nicht leicht mit anderen Substanzen. Wenn die Konzentration von Stickstoff in der Atemluft zunimmt, verdrängt es den Sauerstoff. Die Verdrängung von Sauerstoff durch erhöhte Stickstoffkonzentrationen in der Atemluft basiert auf den Grundprinzipien der Gasgesetze und der Zusammensetzung der Atmosphäre. Luft ist ein Gemisch verschiedener Gase, hauptsächlich Stickstoff (78 %) und Sauerstoff (21 %). Gemäß dem Dalton'schen Gesetz trägt jedes Gas in einem Gemisch einen Teil zum Gesamtdruck bei, basierend auf seinem relativen Anteil – dem Partialdruck. Wenn der Stickstoffanteil in der Luft steigt, etwa durch Zuführung in einem geschlossenen Raum, erhöht sich sein Partialdruck. Da der Gesamtdruck konstant bleibt, muss der Partialdruck der anderen Gase, einschließlich des Sauerstoffs, abnehmen. Dies führt dazu, dass der relative Anteil von Sauerstoff im Gemisch sinkt. Eine signifikante Erhöhung des Stickstoffgehalts kann den Sauerstoffanteil unter ein lebensnotwendiges Niveau senken, was Sauerstoffmangel (Hypoxie) zur Folge hat. Diese Situation ist besonders heimtückisch, da Stickstoff nicht toxisch ist und keine sofortigen Warnsymptome wie Atemnot verursacht. In einem solchen Umfeld kann unbemerkt ein kritischer Sauerstoffmangel eintreten, der ernsthafte Gesundheitsrisiken birgt.

## Gesundheitliche Auswirkungen der Stickstoffhypoxie
Die Folgen einer Stickstoffhypoxie sind schwerwiegend und können schnell zum Tod führen. Ohne ausreichenden Sauerstoff kann das Gehirn nicht richtig funktionieren, was zu Bewusstlosigkeit und schließlich zum Tod führt. Das menschliche Gehirn ist ein hochgradig aktives Organ, das einen disproportional hohen Anteil des im Körper verfügbaren Sauerstoffs verbraucht. Obwohl das Gehirn nur etwa 2 % des Körpergewichts ausmacht, benötigt es rund 20 % des gesamten Sauerstoffs, der vom Blut transportiert wird. Dieser Sauerstoff ist entscheidend für die Aufrechterhaltung der zerebralen Stoffwechselaktivität, einschließlich der Energieproduktion in Form von Adenosintriphosphat (ATP), das für die Funktion von Neuronen und anderen Zellen des Gehirns unerlässlich ist. Die Energieproduktion im Gehirn erfolgt hauptsächlich durch oxidative Phosphorylierung, einen Prozess, bei dem Sauerstoff verwendet wird, um Energie aus Glukose oder anderen Nährstoffen zu gewinnen. Bei Sauerstoffmangel – einem Zustand, der als Hypoxie bekannt ist – wird die oxidative Phosphorylierung beeinträchtigt. Dies führt zu einem Energiemangel in den Gehirnzellen, was wiederum die Aufrechterhaltung der elektrochemischen Gradienten, die für die neuronale Signalübertragung notwendig sind, stört. Wenn das Gehirn nicht genug Sauerstoff erhält, beginnen die Gehirnzellen sehr schnell zu versagen. Die ersten Symptome eines Sauerstoffmangels im Gehirn können Desorientierung, Verwirrung und Atemnot sein. Wird der Sauerstoffmangel nicht behoben, kommt es zu einer weiteren Verschlechterung der Gehirnfunktion, die zu Bewusstlosigkeit führen kann. Dies geschieht, weil die Gehirnregionen, die für das Bewusstsein verantwortlich sind, besonders empfindlich auf Sauerstoffmangel reagieren. Wenn der Sauerstoffmangel anhält, kann dies irreversible Schäden am Gehirn verursachen. Kritische Gehirnregionen, die lebenswichtige Funktionen wie Atmung und Herzschlag regulieren, können ausfallen. In solchen Fällen kann der Tod eintreten, da der Körper nicht mehr in der Lage ist, grundlegende lebenserhaltende Funktionen aufrechtzuerhalten.
Ein Merkmal der Stickstoffhypoxie ist, dass sie häufig ohne die üblichen Warnzeichen einer Erstickung auftritt, wie zum Beispiel Atemnot. Das liegt daran, dass der Körper primär auf den Anstieg von Kohlendioxid (CO2) in der Atemluft und nicht auf den Sauerstoffmangel reagiert. Daher kann jemand, der Stickstoffhypoxie erleidet, sich dessen möglicherweise nicht bewusst sein, bevor es zu spät ist.

## Präventionsmaßnahmen bei der Handhabung
Bei der Arbeit mit Flüssigstickstoff besteht das Risiko einer Stickstoffhypoxie, da das geruchslose Gas sich unbemerkt im Raum ausbreiten könnte. Da Stickstoff bei Raumtemperatur schnell verdampft und dabei große Mengen gasförmigen Stickstoffs freigesetzt werden, kann der Sauerstoffgehalt in der Raumluft erheblich reduziert werden, was zu Erstickungsgefahr führen kann. Daher müssen präventiv umfassende Arbeitsschutzmaßnahmen getroffen werden, um sicherzustellen, dass das Risiko minimiert wird. Diese Maßnahmen beinhalten die ausreichende Lüftung des Arbeitsplatzes, idealerweise durch mechanische Belüftungssysteme, sowie die kontinuierliche Überwachung des Sauerstoffgehalts der Umgebungsluft mittels geeigneter Sensoren und Alarminstrumente. Zusätzlich sollten Mitarbeitende entsprechend geschult werden, um im Falle eines Sauerstoffabfalls angemessen reagieren zu können. Es ist außerdem ratsam, Warnsysteme zu installieren, die automatisch auf niedrige Sauerstoffkonzentrationen hinweisen, um die Sicherheit weiter zu erhöhen.

## Stickstoffhypoxie als Hinrichtungsart
Am 25. Januar 2024 wurde in den USA durch eine Stickstoffhypoxie erstmals ein zum Tode verurteilter Häftling hingerichtet. In einem Gefängnis im US-Bundesstaat Alabama bekam Kenneth Eugene Smith über eine Gesichtsmaske Stickstoff zugeführt und starb in der Folge an Sauerstoffmangel. Eine dabei als Zeugin anwesende Journalistin schilderte später in einer Pressekonferenz, dass der Verurteilte wahrscheinlich mehrere Minuten lang bei Bewusstsein gewesen sein dürfte. Etwa zwei Minuten zitterte er sichtlich und krümmte sich auf der Trage. Weitere etwa sieben Minuten atmete er schwer und keuchte leicht. Der Menschenrechtskommissar der Vereinten Nationen und ein Sprecher der Europäischen Union kritisierten zuvor die Methode scharf.